# Jardin de Fin

Quelque part dans le jardin de Fin. Aout 2020.

Le jardin de Fin (en persan : باغ فین, Bāgh-e Fin) est un jardin persan situé à côté du village de Fin, à quelques kilomètres au sud-ouest de la ville de Kashan. 
Le jardin devient une des résidences favorites des souverains perses, tels que le safavide Shah Abbas Ier, et ses successeurs Shah Safi Ier et Shah Süleyman Ier, mais aussi le souverain zand Mohammad Karim Khan et le souverain qajar Nasseredin Shah. Les attentions apportées par les souverains ont amené à un progressif agrandissement et embellissement du jardin au cours des siècles, qui réunit des éléments architectoniques des périodes safavide, zand et qajare. Avec ses nombreux bassins, fontaines et cours d'eau, ses grands et vieux arbres, il compte parmi les jardins les plus beaux d'Iran.
Dans la partie ouest du jardin se trouve le musée national de Kashan comprenant des fonds archéologiques, comme ceux provenant des sites de Sialk, de Chogha Zanbil, de Hasanlu, de Khorvin et de la province du Lorestan. On y trouve aussi des artefacts ethnographiques, des calligraphies (nastaliq) d'artistes de l'époque qajare, ainsi que de nombreux objets d'artisanat.

## Historique
Le jardin de Fin se trouve près de l'importante source de Soleymanieh : cette proximité, dans une région aride, a favorisé l'implantation humaine depuis les temps préhistoriques, puisque le plus ancien site d'Iran et l'une des plus anciennes civilisations connues, Sialk, s'est développée non loin de Fin. La présence de l'eau et de terres fertiles a conduit les rois de Perse a aménager des constructions pour leur repos. Au Xe siècle, sous le règne de la dynastie bouyide, un premier jardin, connu comme le « vieux jardin » de Fin, est construit à seulement 500 mètres de l'actuel jardin. La ville est fréquentée par les rois perses, tels que le fondateur de la dynastie safavide, Shah Ismail Ier en 1530. Les origines du jardin actuel remontent d'ailleurs à la période safavide.
Il existe une description du jardin effectuée en 1504 au moment de la réception ici du souverain safavide Ismaïl. Le jardin a été dessiné sous sa forme actuelle sous le shah Abbas Ier (1571-1629), comme un jardin traditionnel persan. Il a été décrit sous Abbas II, mais cette description ne subsiste plus. Le jardin devait donner une vision paradisiaque, comme un jardin d’Éden.
Le jardin a été agrandi et en partie reconstruit sous Abbas II et sous Fath Ali (1799-1834). Les pavillons visibles aujourd'hui datent pour la plupart du règne de ce dernier souverain. C'est ici en 1852 qu'a été exécuté sur ordre impérial le chancelier Amir Kabir. Le jardin a été ensuite livré à l'abandon jusqu'en 1935, subissant des dommages. Il a été inscrit cette année-là à la liste du patrimoine protégé d'Iran et en 2011 au patrimoine mondial de l'UNESCO.

## Description

### Enceinte

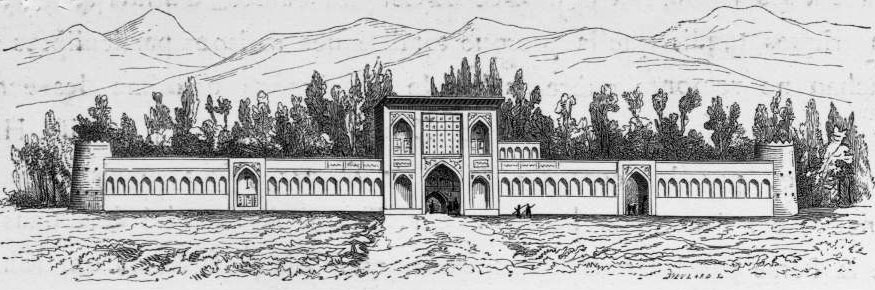
Vue de l'enceinte et de la porte principale au milieu du XIXe siècle (gravure de Pascal Coste, Monuments modernes de la Perse mesurés, dessinés et décrits, éd. Morel, 1867).

Le jardin de Fin est entouré d'un mur protégé d'une tour à chacun des quatre angles, la tour de l'angle nord-est ayant cependant disparu. À l'angle nord-ouest se trouve un deuxième rempart qui permet d'enclore une extension du jardin. Les remparts délimitent l'espace du jardin, qui occupe une surface de 2,3 hectares. Les remparts et les tours sont construites sur un socle de pierre (korsi-chini) de 2 mètres de haut, sur lequel s'élève un mur de terre crue et d'adobe de 4 à 6 mètres. Des décorations originales tracées dans la terre crue, il ne reste aujourd'hui presque rien.

### Entrée principale
L'entrée principale se trouve dans le mur nord-ouest du jardin. Construit à l'époque safavide, le bâtiment fut considérablement restauré à l'époque qajar, en particulier sous la direction du ministre Mirza Mahmud Ehtesham ol-Saltaneh, au début du XXe siècle. 
Le bâtiment d'entrée, qui comprend deux niveaux, repose sur des fondations de gravats, liés par du mortier à la chaux. Le plafond de l'entrée est décoré de motifs géométriques en stuc. La porte en bois donne accès à une pièce, la salle d'entrée proprement dite (hashti), dont le plafond est décoré de tuiles et de briques cuites. On trouve également plusieurs pièces latérales et un corridor qui donne accès au jardin. À l'étage se trouve une vaste chambre aux portes sculptées de motifs tressés. De chaque côté de la porte principale, des entrées plus petites sont utilisées pour le passage des animaux domestiques. 
Dans le mur sud-ouest du jardin, Fath Ali Shah ordonna la construction d'un bâtiment à coupole (chahar taqi). Sa structure est en brique de terre crue et de briques de terre séchée reposant sur des fondations de gravats et de mortier à la chaux. Le sol est pavé de marbre. Les peintures qui couvraient les voûtes ont aujourd'hui disparu. 

### Pavillon central
Le pavillon central (Shah Abasi Shotor Galu) fut construit sur l'ordre de Shah Abbas Ier. Il se trouvait au point de convergence des quatre axes principaux du jardin. Il était relié à la maison privée de Karim Khan et à l’alcôve Shah-Neshin au sud, à l'entrée principale du jardin au nord, à la bibliothèque et aux bains à l'est et au musée à l'ouest.

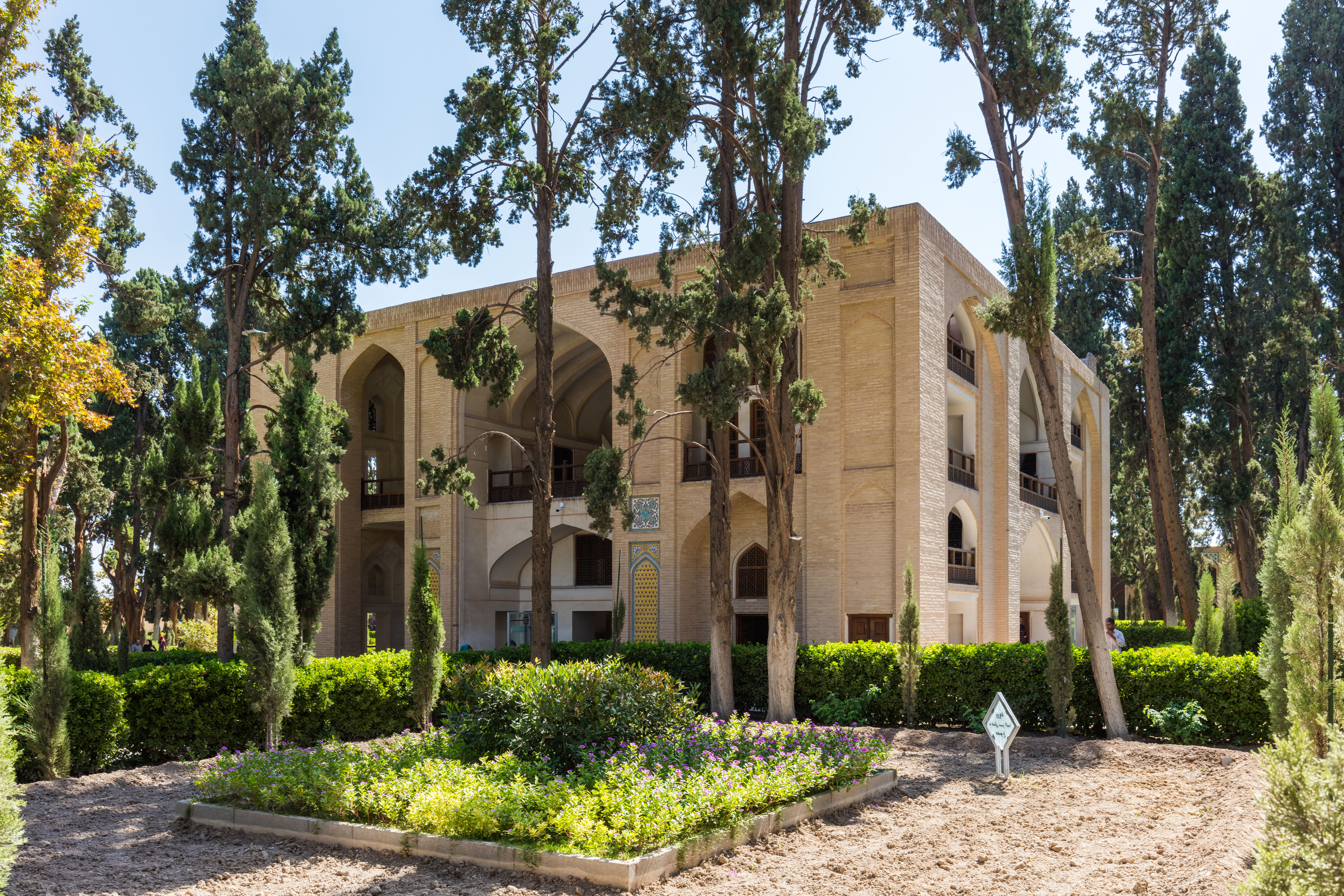
Pavillon central.
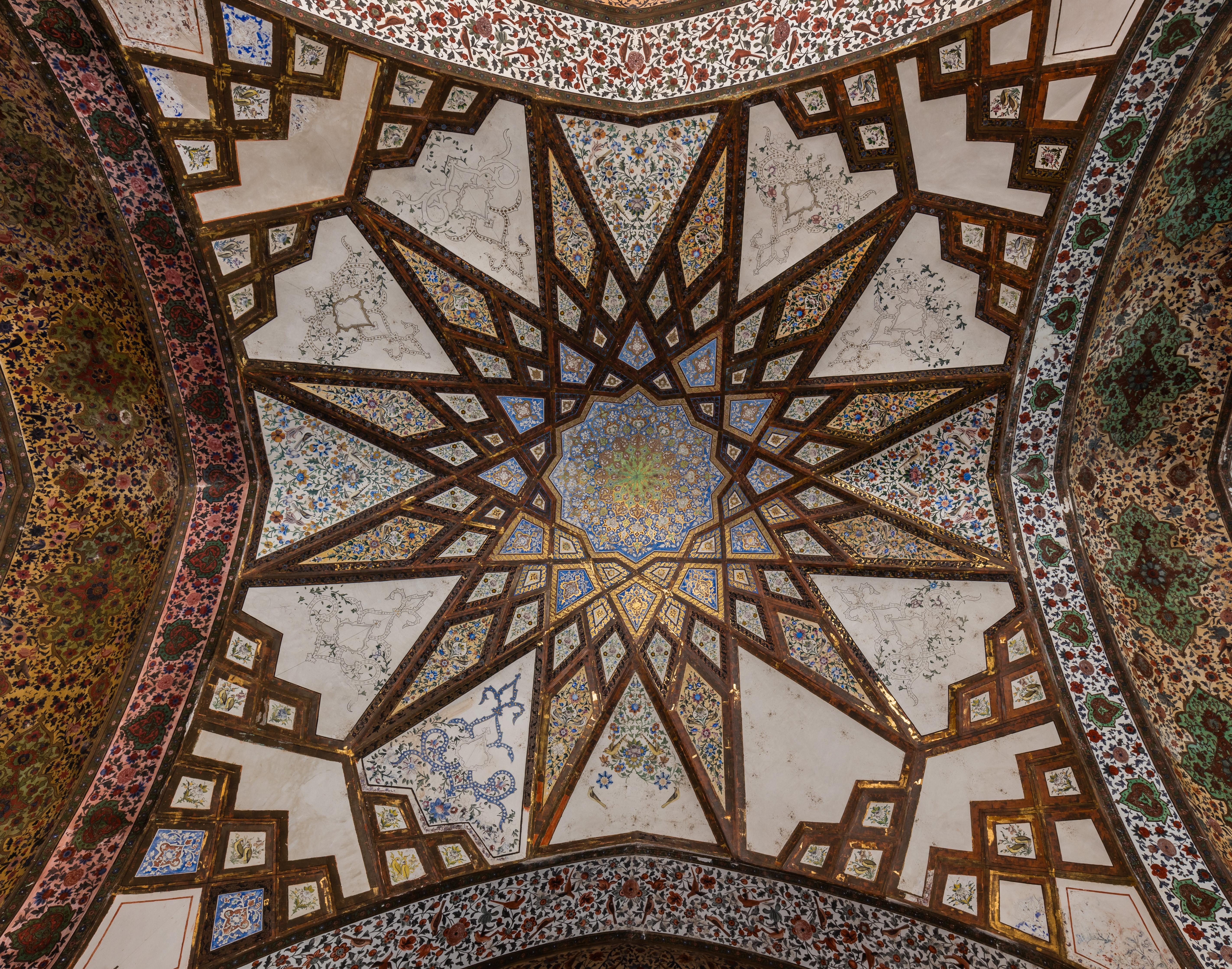
Détail du plafond.
Même détails.
Autres détails.
Détails supplémentaires.

La structure de ce bâtiment de deux étages était en briques de terre crue, recouvertes de briques de terre cuite et de carreaux de céramiques. Il était posé sur un socle couvert de plaques de marbre, tandis que le sol était pavé. Au rez-de-jardin, des entrées étaient aménagées des quatre côtés, de sorte qu'il était possible d'y entrer par n'importe quel côté du jardin. Au milieu du bâtiment, un petit bassin était alimenté par une canalisation qui le reliait directement à la source de Fin. Shah Safi Ier et Amir Kabir avaient l'habitude de faire leurs ablutions dans une salle réservée à cet effet. 
Le niveau supérieur du Shah Abasi Shotor Galu fut reconstruit après le tremblement de terre de 1778, par les souverains zands et qajars, semble-t-il à l'identique. En 1811, les murs reçurent une nouvelle décoration, commandée par Fath Ali Shah. Ces peintures représentaient le roi entouré de sa cour ou le roi lors de la chasse. Finalement, le pavillon fut détruit lors d'émeutes contre les rois qajars au début du XXe siècle et reconstruit plus tardivement.

### Bibliothèque et musée
La bibliothèque de Fin fut aménagée en 1955 grâce au soutien d'un groupe de notables de Kashan, dont Allahyar Saleh. Elle a reçu le nom d'Amir Kabir.
Le bâtiment qui accueille aujourd'hui le musée national de Kashan, ouvert en 1958, a été construit sur les ruines du Nezaamoldouleh, sur le mur ouest du jardin. C'est une structure quadrangulaire de 300 m². L'entablement de l'entrée est décoré de tuiles et de briques vernissées muarraq, qui portent l'inscription « Musée de Bagh-e Fin, établi en 1337 ».

### Bains

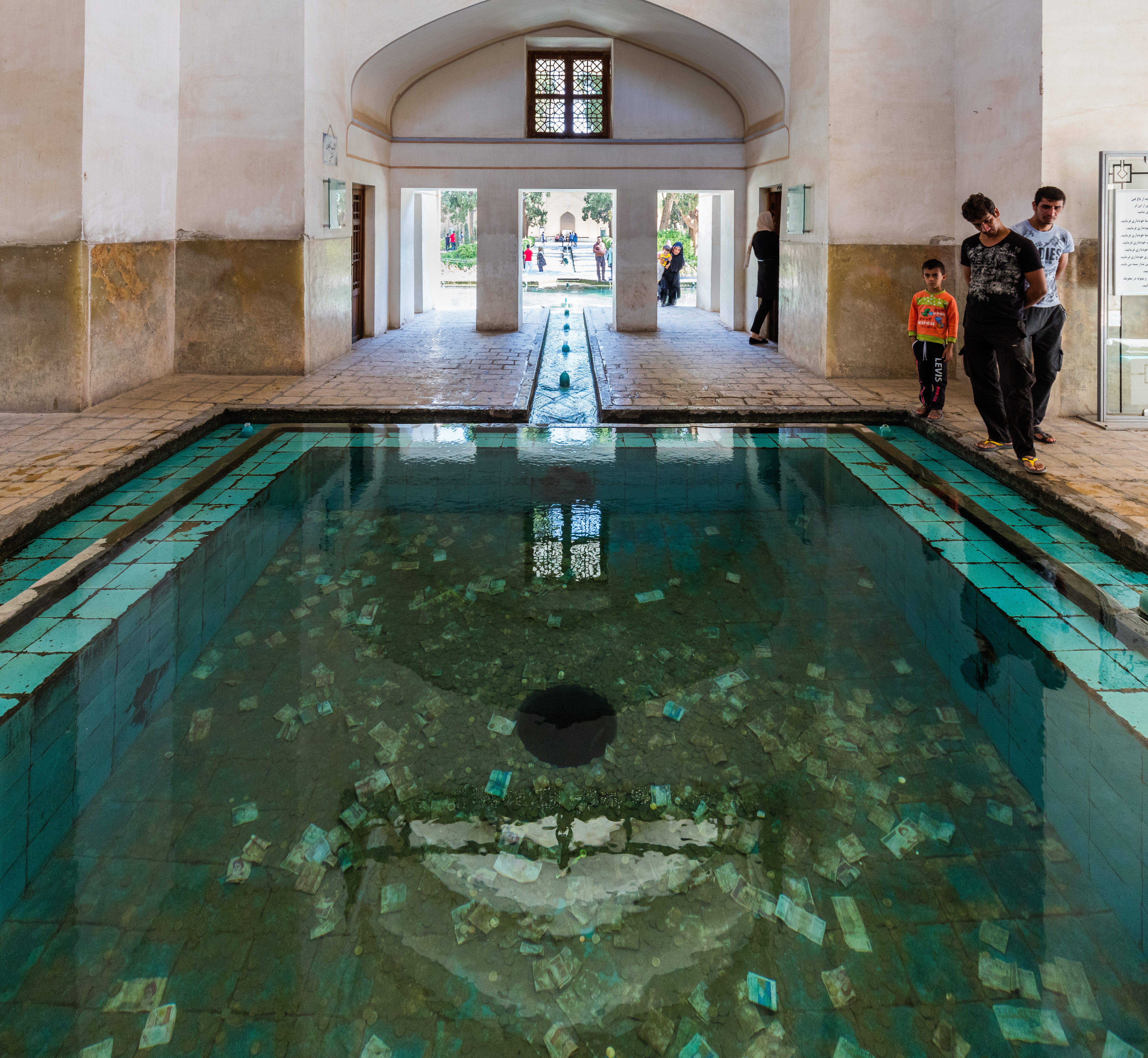
Bains.

Salle de bain du jardin de Fin. Aout 2020.

Les bains royaux ont été construits à l'époque safavide, sous le règne de Shah Abbas Ier. Ils ont été construits en même temps que le reste du jardin. Des bains plus petits étaient réservés à l'usage des serviteurs. Le sol des bains se trouve 1 mètre en-dessous du niveau du jardin, dans le but de faciliter l'adduction d'eau pour le réservoir d'eau chaude.

### Jardins

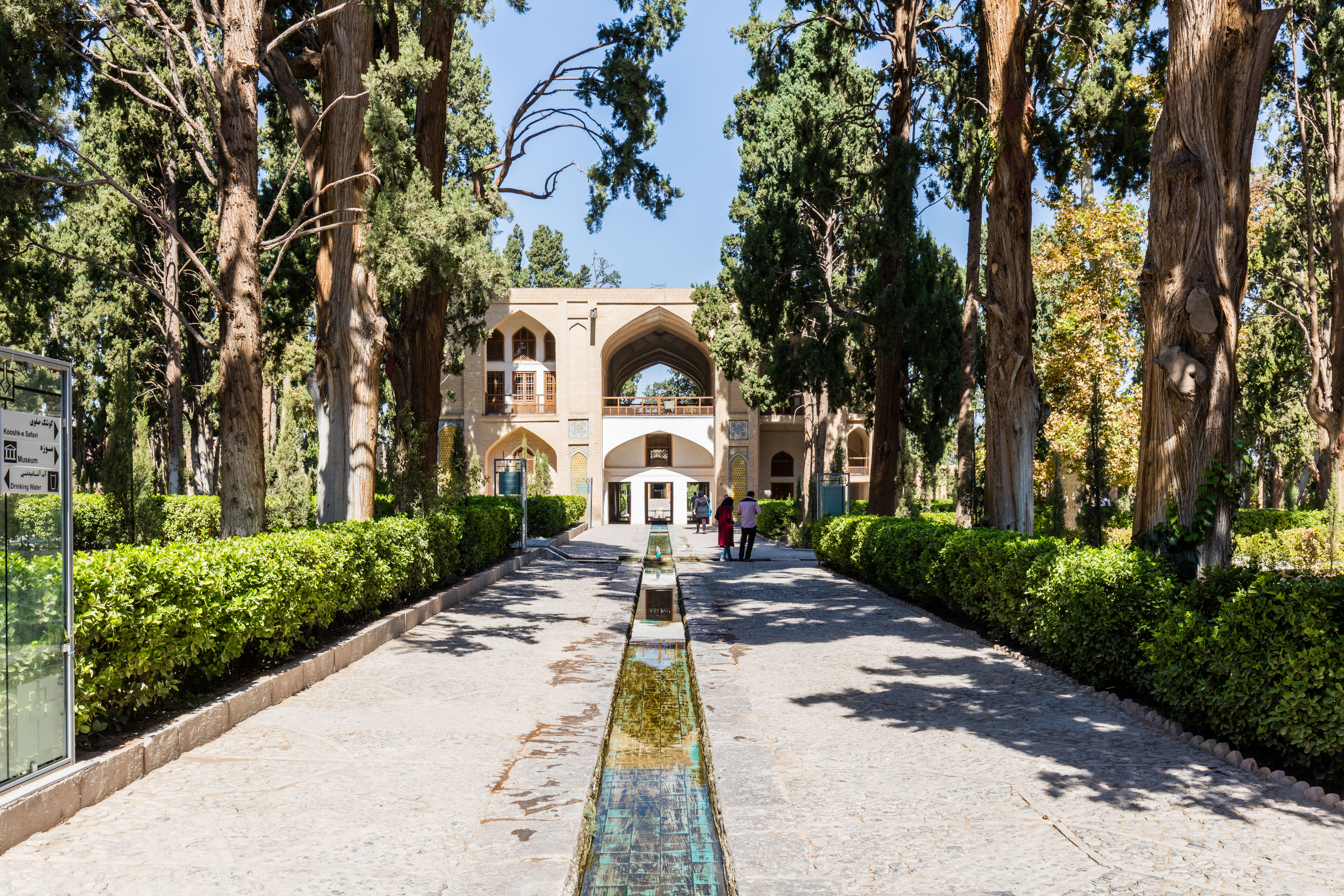
Jardins et canal d'eau.

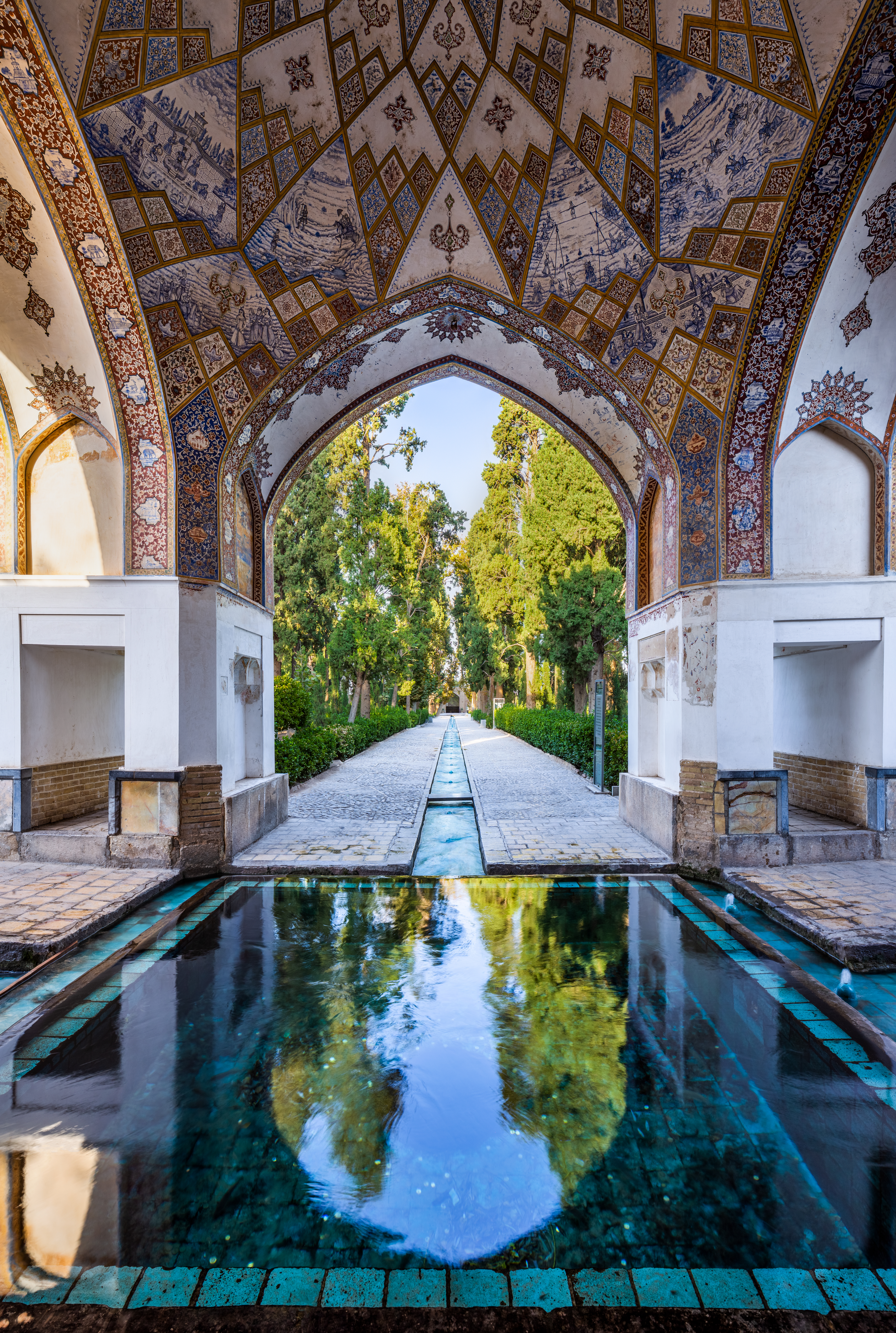
Bassin et canal dans le jardin de Fin.

Il est parcouru de plusieurs bassins et petits canaux irrigués pour la plupart à partir de la source de Soleymaniyeh avec l'aide d'un système de qanats. La pression est si forte qu'il n'y a pas besoin de pompe pour alimenter certains bassins et certaines fontaines.
On trouve un grand nombre de cyprès plantés dans ce jardin.

## Protection
La prise de conscience de la valeur patrimoniale des jardins persans est ancienne en Iran, puisque le jardin du Chehel Sotun d'Ispahan est protégé depuis 1932. Le jardin de Fin a été inscrit, comme Jardin historique, sur la liste des Monuments historiques iraniens, sous le numéro 238 dès 1935. 
Comme huit autres jardins persans d'Iran, le jardin d'Abbas Abad figure également sur la liste du Patrimoine mondial de l'UNESCO sous le nom de « Jardin persan », depuis 2011.

## Dans les arts
Des poèmes et des pièces littéraires ont été inspirées par le jardin de Fin à des auteurs iraniens tels que Mohammad Taghi Bahar, Bahram Beyzai et Mirza Ahmad Adib. Dans un de ses quatrains, le poète Azar Bigdeli (en) évoque les réparations du jardin faites par les souverains qajars en 1797. Le bassin central du jardin de Fin est également représenté dans des miniatures du jardin de Vafa, dans le Babur Nameh.

### Source
- (de) Cet article est partiellement ou en totalité issu de l’article de Wikipédia en allemand intitulé « Fin-Garten » (voir la liste des auteurs).
- (en) The Persian Garden, Dossier d'inscription au patrimoine mondial, 2011.